# Resa till Italien
Resa till Italien (italienska: Viaggio in Italia) är en italiensk dramafilm från 1954 i regi av Roberto Rossellini, med Ingrid Bergman och George Sanders i huvudrollerna. Handlingen följer ett engelskt par som genomgår en äktenskaplig kris under en resa i Italien. Filmen bygger löst på romanen Duo av Sidonie Gabrielle Colette.

## Medverkande
- Ingrid Bergman som Katherine Joyce
- George Sanders som Alex Joyce
- Maria Mauban som Marie Rastelli, flickan med gipsat ben
- Tony La Penna som Tony Burton
- Paul Müller som Paul Dupont
- Leslie Daniels som Leslie Harris
- Natalia Ray-La Penna som Natalia Burton
- Anna Proclemer som den prostituerade
- Jackie Frost som Judy